# Sofia Hublitz
Sofia Hublitz (* 1. Juni 1999 in Richmond, Virginia) ist eine US-amerikanische Schauspielerin. Sie tritt seit 2013 im Fernsehen in Erscheinung. Eine tragende Rolle übernahm sie zwischen 2017 und 2022 in der Fernsehserie Ozark.

## Werdegang
Hublitz zog mit acht Jahren nach New York. Die Verbindung zur Filmbranche erfolgte über ihre Mutter, die dort als Art Director tätig war. Daher lernte Hublitz die Filmproduktion hinter den Kulissen bereits in jungen Jahren kennen.
Im Alter von 15 Jahren landete Hublitz ihre erste Schauspielrolle als „Danielle Hoffman“ in zwei Folgen von Louis CKs Fernsehserie Louie, und „Young“ Sylvia in einer Episode von Horace und Pete im Jahr 2016. Von 2017 bis 2022 war sie als „Charlotte Byrde“, Tochter der Protagonisten Marty und Wendy Byrde, in allen vier Staffeln der Netflix-Serie Ozark zu sehen.

## Filmografie
- 2013: MasterChef Junior (Fernsehserie)
- 2014: Louie (Fernsehserie, 2 Episoden)
- 2016: Horace and Pete (Fernsehserie, 1 Episode)
- 2017–2022: Ozark (Fernsehserie)
- 2020: What Breaks the Ice
- 2021: Ida Red